# Alfred Ahrens

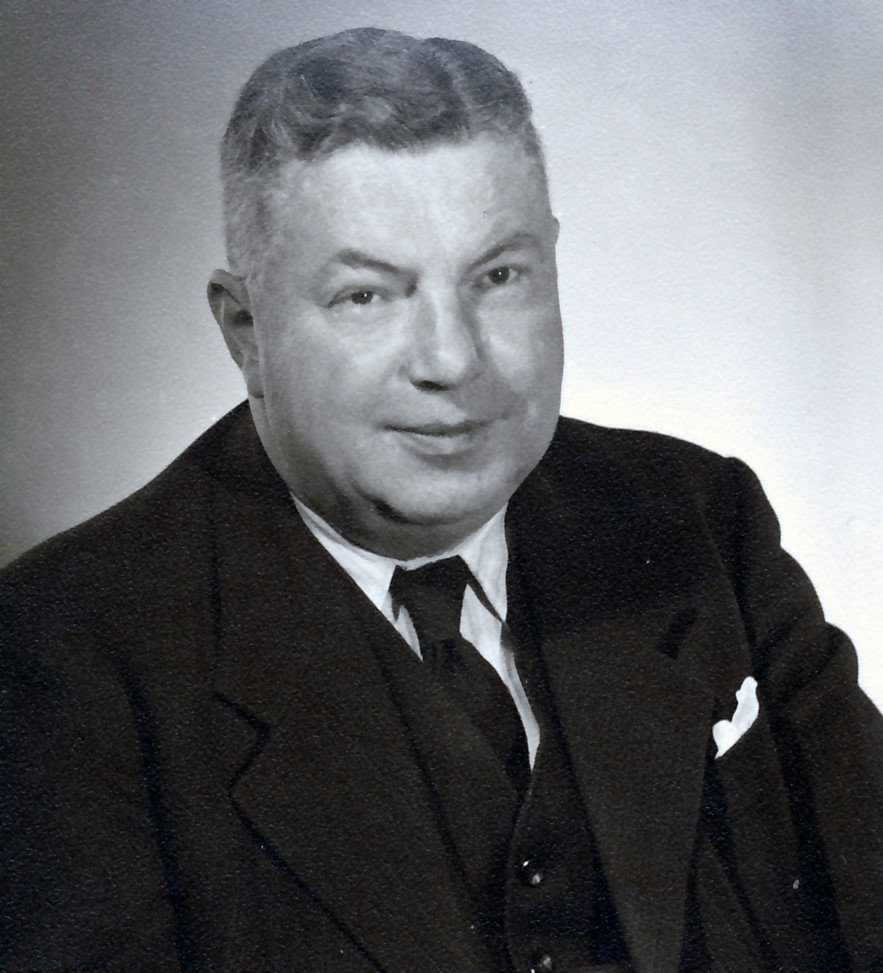

Alfred Ahrens (* 15. Dezember 1899 in Berlin im Kreis Segeberg; † 16. Dezember 1959 in Bosau im Kreis Ostholstein) war ein deutscher Politiker (SPD).

## Leben
Ahrens, der evangelischen Glaubens war, absolvierte nach der Volksschule ab 1916 eine Verwaltungslehre bei der Guts- und Amtsverwaltung Seedorf (Kreis Segeberg). Nach Stationen beim Versorgungsamt in Kiel und der Sicherheitspolizei für Groß-Hamburg war er von 1919 bis 1929 Amts- und Gutssekretär in Seedorf und anschließend bis 1933 dort Amts- und Gemeindevorsteher. 1933 wurde er aus politischen Gründen entlassen und bis 1935 in „Schutzhaft“ genommen. Von 1935 bis 1937 war er Provinzialleiter der Bausparkasse „Land und Heim“ in Hamburg. 1937 wurde er wieder in den Verwaltungsdienst aufgenommen und als Verwaltungsinspektor in Schwedeneck (Kreis Eckernförde) eingesetzt. Am 4. Dezember 1937 beantragte er die Aufnahme in die NSDAP und wurde rückwirkend zum 1. Mai desselben Jahres aufgenommen (Mitgliedsnummer 5.132.472). Danker und Lehmann-Himmel charakterisieren ihn in ihrer Studie über das Verhalten und die Einstellungen der Schleswig-Holsteinischen Landtagsabgeordneten und Regierungsmitglieder der Nachkriegszeit in der NS-Zeit als Jongleur und „politisch ambivalent“.
Nach dem Krieg wurde er Gemeindedirektor in Schwedeneck. Nach seinem Wechsel nach Bosau wurde er Kreisvorsitzender des Schleswig-Holsteinischen Landgemeindenverbandes für den Kreis Eutin und auch Landesvorstandsmitglied dieses Verbandes. Außerdem gehörte er dem Vorstand der Bau- und Siedlungsgenossenschaft für den Kreis Eutin an. Ahrens war verheiratet und hatte zwei Kinder.
Ahrens war Mitglied der SPD und gehörte zeitweilig der Kontrollkommission der Partei in Schleswig-Holstein an.
Er gehörte von 1929 bis 1933 dem Kreistag im Kreis Segeberg an. Von 1954 bis 1958 war er Mitglied des Landtages von Schleswig-Holstein, wo er den Wahlkreis Eutin-Nord vertrat. Er war Beisitzer im Fraktionsvorstand. Von 1947 bis zu seinem Tod war Ahrens hauptamtlicher Bürgermeister von Bosau im Kreis Eutin.